# Mercy Myles
Mercy Nana Amakye Myles (* 2. Mai 1992 in Dodowa, Volta Region, Ghana) ist eine ghanaische Fußballspielerin.

## Karriere

### Verein
Myles startete ihre Seniorenkarriere mit den Nungua Ladies, bevor sie nach der U-20-Fußball-Weltmeisterschaft der Frauen 2010 in Deutschland, zum Ligarivalen Reformers Ladies ging. Im August 2011 verließ sie Ghana und ging für ihr Studium an das Eastern Florida State College in Brevard, Florida und spielte in 18 NJCAA Spielen für das Women Soccer team der Eastern Florida Titans. Im Frühjahr 2012 kehrte Myles nach Ghana zurück und wechselte zum Women's Women's League – Northern Division Club Reformers Ladies. Sie spielte fast zwei Jahre für die Reformers und stieg nach der Saison 2013 in die Zweitklassigkeit ab, woraufhin Myles zu den Ampem Darkoa Ladies ging. Sie spielte knapp vier Monate für Ampem, bevor sie beim Ligarivalen Prisons Ladies unterschrieb.

### Nationalmannschaft
Myles nahm 2010 als Mannschaftskapitän für die Black Princess (Ghana U-20) an der U-20-Fußball-Weltmeisterschaft der Frauen 2010 in Deutschland teil, zuvor spielte sie bereits für die U-17 von Ghana die U-17-Fußball-Weltmeisterschaft der Frauen 2008 in Neuseeland.
Seit dem Frühjahr 2010 gehört sie zum Kader für die A-Nationalmannschaft von Ghana und ist gegenwärtig Mannschaftskapitän.